# (74026) 1998 HL8
(74026) 1998 HL8 – planetoida z pasa głównego asteroid okrążająca Słońce w ciągu 3,62 lat w średniej odległości 2,35 j.a. Odkryta 22 kwietnia 1998 roku.